# Hanna Schkudun
Hanna Schkudun (ukrainisch Ганна Шкудун, eng. Anna Shkudun, * 27. Januar 1995) ist eine ehemalige ukrainische Tennisspielerin.

## Karriere
Schkudun begann im Alter von neun Jahren mit dem Tennisspielen und bevorzugt dabei laut ITF-Profil Hartplätze. Sie spielte überwiegend Turniere auf der ITF Women’s World Tennis Tour, wo sie einen Einzel- und fünf Doppeltitel gewonnen hat.

### College Tennis
2015 bis 2018 spielte Schkudun für die Damentenismannschaft der Syracuse Orange der Syracuse University.

## Turniersiege

### Einzel
| Nr. | Datum             | Turnier | Kategorie   | Belag     | Finalgegnerin   | Ergebnis      |
| --- | ----------------- | ------- | ----------- | --------- | --------------- | ------------- |
| 1.  | 11. Dezember 2011 | Solapur | ITF $10.000 | Hartplatz | Deniz Khazaniuk | 6:3, 4:6, 6:0 |

### Doppel
| Nr. | Datum             | Turnier | Kategorie   | Belag           | Partnerin          | Finalgegnerin                           | Ergebnis         |
| --- | ----------------- | ------- | ----------- | --------------- | ------------------ | --------------------------------------- | ---------------- |
| 1.  | 4. August 2012    | Wien    | ITF $10.000 | Sand            | Natela Dsalamidse  | Sofija Kowalez Christina Shakovets      | 6:4, 7:5         |
| 2.  | 11. Mai 2013      | Antalya | ITF $10.000 | Hartplatz       | Shakhlo Saidova    | Andrea Benitez Carla Forte              | 4:6, 6:2, [10:8] |
| 3.  | 10. August 2013   | Moskau  | ITF $25.000 | Sand            | Alena Fomina-Klotz | Albina Xabibulina Anastasija Wassyljewa | 6:2, 7:5         |
| 4.  | 7. September 2013 | Moskau  | ITF $25.000 | Sand            | Aljona Sotnykowa   | Olha Jantschuk Anett Kontaveit          | 6:3, 6:4         |
| 5.  | 22. November 2014 | Sowade  | ITF $25.000 | Teppich (Halle) | Anhelina Kalinina  | Gabriela Chmelinová Karolína Muchová    | 6:0, 7:63        |

## Persönliches
Hanna ist die Tochter von Aleksandr und Elena Shkudun. Nach ihrem Studium arbeitete sie als Tennistrainerin.